# Cantone di Cahors-Nord-Ovest
Il Cantone di Cahors-Nord-Ovest era una divisione amministrativa dell'arrondissement di Cahors.
È stato soppresso a seguito della riforma complessiva dei cantoni del 2014, che è entrata in vigore con le elezioni dipartimentali del 2015.
Comprendeva parte della città di Cahors e i comuni di:
- Espère
- Mercuès
- Pradines